# 艾瑟尔蒙德

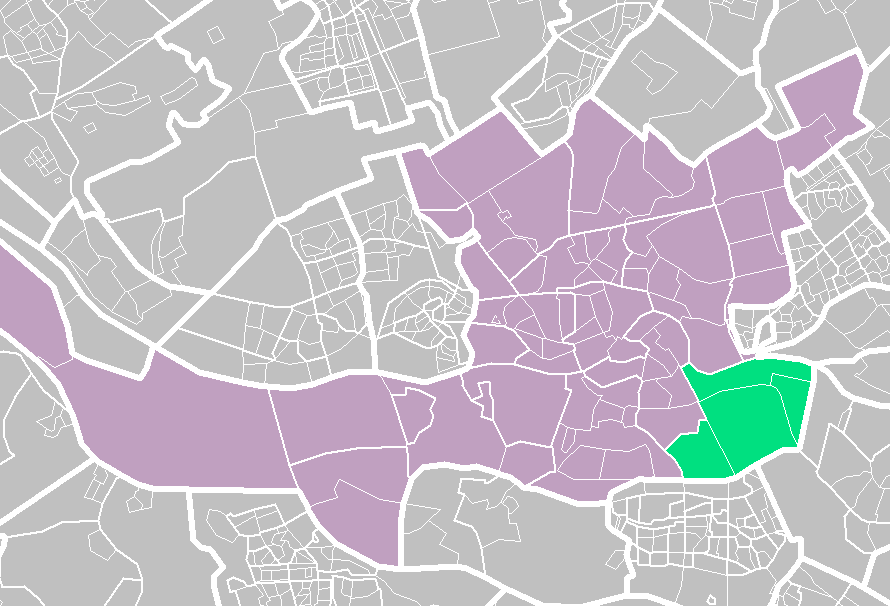
艾瑟尔蒙德（绿色）在鹿特丹（紫色）的位置

艾瑟尔蒙德（荷蘭語：IJsselmonde，發音：[ˌɛi̯səlˈmɔndə]）是荷兰南荷蘭省鹿特丹的分区，面积13.09平方千米，2023年人口61920。“艾瑟尔蒙德”一名在荷兰语中意为“艾瑟尔河口”，因其位于荷兰艾瑟尔河河口处而得名。
艾瑟尔蒙德曾是一个独立的市镇。1941年，艾瑟尔蒙德并入鹿特丹。